# Schloss Rhede

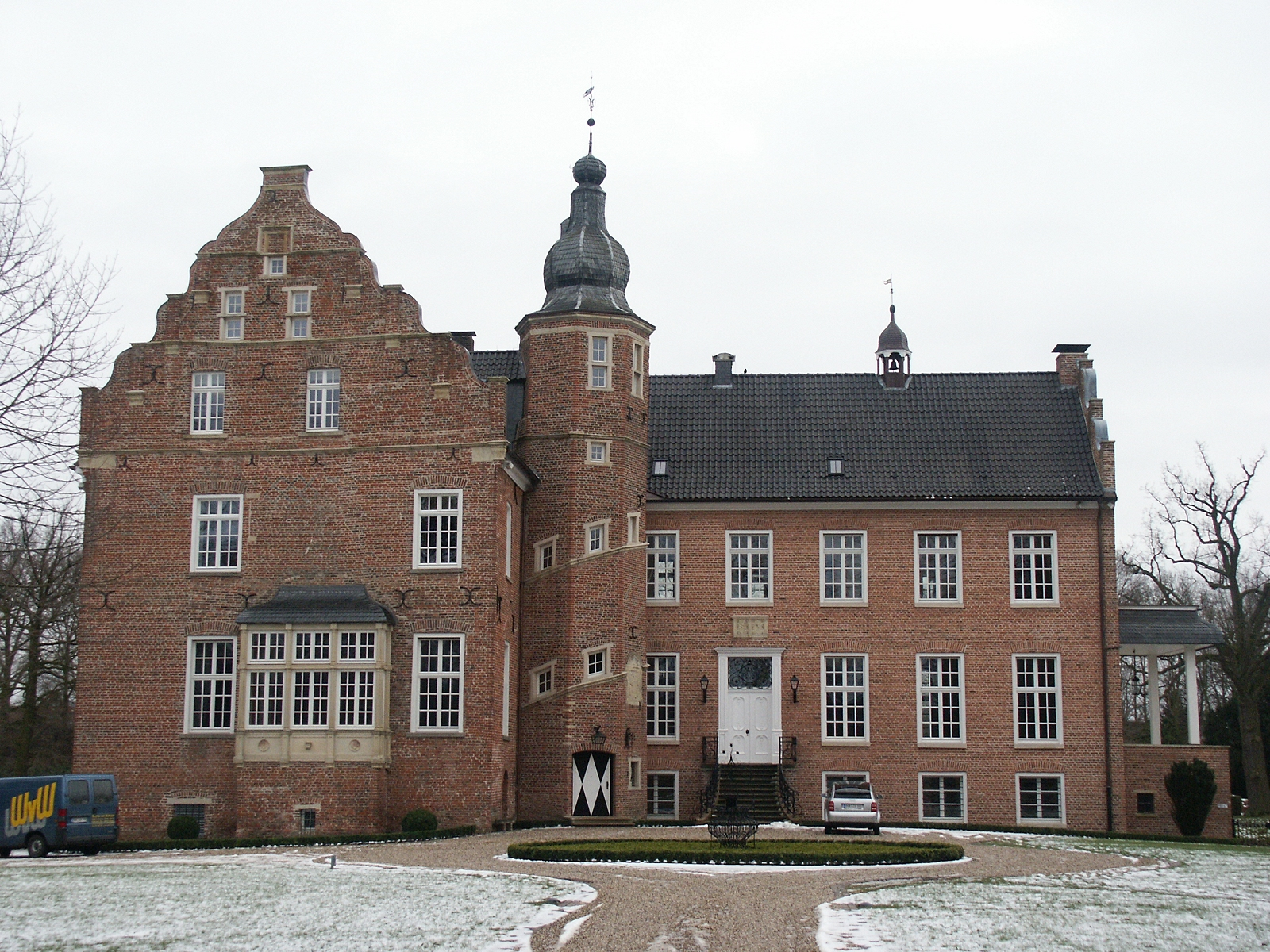
Haus Rhede von Nordwesten

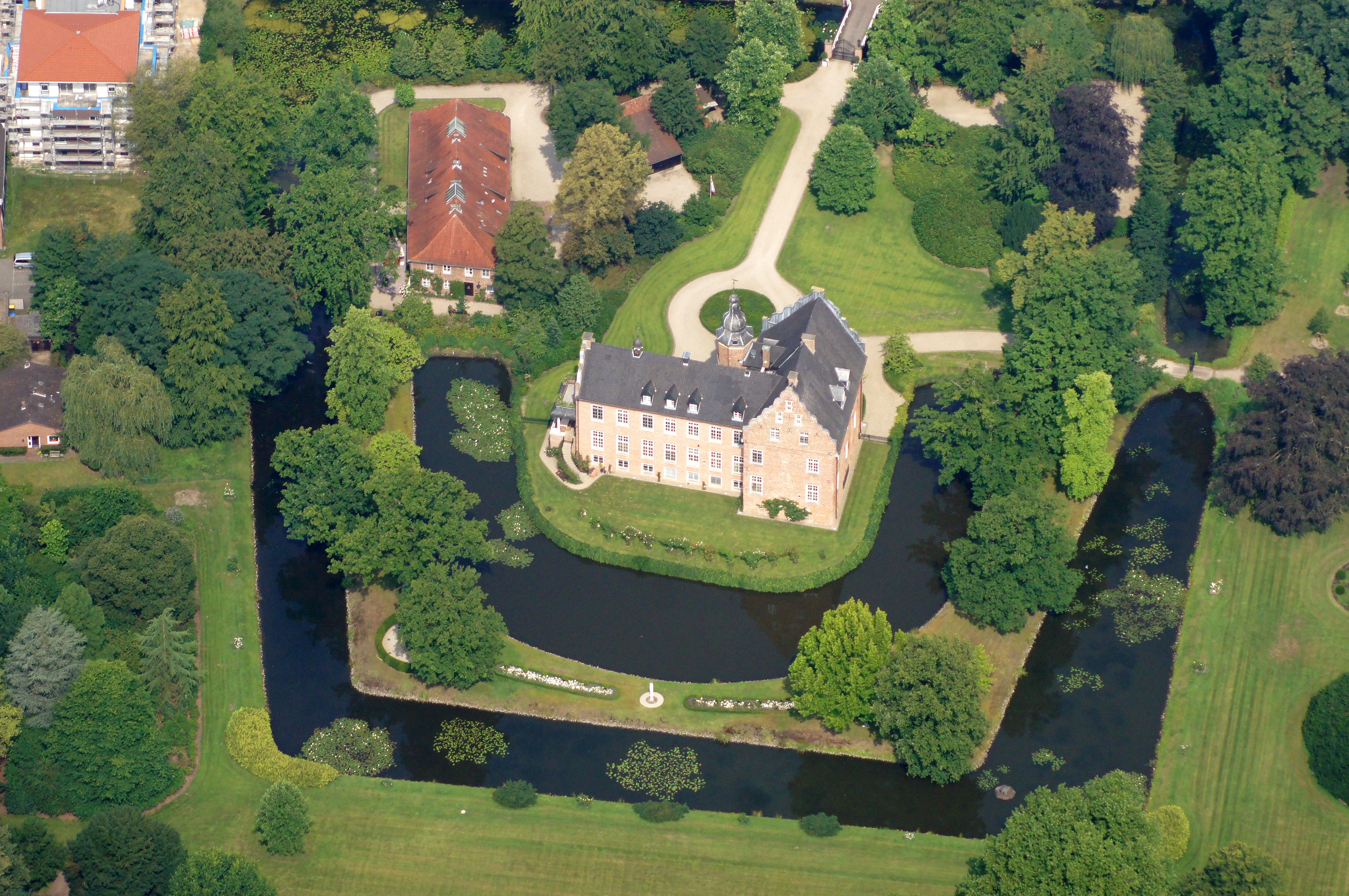
Luftaufnahme vom Herrenhaus und Gräften

Das Herrenhaus Haus Rhede, volkstümlich auch Schloss Rhede genannt, in der gleichnamigen Stadt in Nordrhein-Westfalen kann auf eine lange Tradition zurückblicken. Das zweiflügelige Herrenhaus wurde nahezu in seiner heutigen Form 1564 von Lubbert von Rhemen erbaut, geht aber auf eine Burg aus dem 13. Jahrhundert zurück.

## Beschreibung
Das Herrenhaus erhebt sich zweigeschossig über einem Keller. Es besitzt zwei Gebäudeflügel aus Backstein, die rechtwinkelig aneinander stoßen. Der Nordostflügel ist mit seinem geschweiften Staffelgiebel noch original aus dem Jahr 1564 erhalten und besitzt an seinen Giebelseiten Rautenbänder aus blau gebrannten Backsteinen.
Der schmalere Südwestflügel wurde 1845/46 auf alten Grundmauern seines Vorgängerbaus erweitert neu errichtet. Die ursprüngliche Form seiner Schweifgiebel ist hier nur vereinfacht nachgeahmt, und sein Satteldach wird von einem kleinen Dachreiter bekrönt. Eine zwölfstufige Freitreppe aus der Zeit um 1740 führt zum dortigen Portal.
Im Winkel der beiden Flügel steht ein achteckiger Treppenturm mit drei Geschossen. Er besitzt eine zwiebelförmige Haube mit Schieferdeckung und trägt das Allianzwappen seiner Erbauer Lubbert von Rhemen und dessen Frau Hillegunde von Diepenbrock zu Kortenhorn. Die Gesamtanlage ist von einem viereckigen Wassergraben umgeben, die Hauptburginsel umschließt eine eigene, ovale Gräfte.
Das Herrenhaus befindet sich in Privatbesitz und wird bewohnt; der Park ist nicht öffentlich zugänglich.

## Geschichte

### Familie von Rhede (Rethe/Reede)

Wappen derer von Rhede (van Reede), heute auch Teil des Stadtwappens

Anfang des 13. Jahrhunderts wird ein Ritter Werner von Rhede (damals Rethe) erwähnt. Für etwa die Mitte des 13. Jahrhunderts ist bereits eine Burganlage der Herren von Rhede auf der anderen Seite des Rheder Baches verbürgt, die Burg Rhede, die vermutlich Werners Sohn Gerlach von Rethe genannt Bitter erbaut hat. Dieser wird in der Zeit von 1249 bis 1281 in zahlreichen Urkunden erwähnt. So führte er einen Prozess um das Rheder Kirchenpatronat mit dem Kloster Varlar, den er 1249 verlor. Sein Bruder Werner hatte vier Söhne, von denen der zweite, Hinrikus, Grundherr in Rhede wurde. Ihm folgte dessen ältester Sohn Werner von 1300 bis 1336. Er gebrauchte die Schreibweise Werner von Rede. Ob einer der drei Söhne des Werner Herr auf Rhede geworden ist, kann urkundlich nicht mehr sicher nachgewiesen werden. Nach dem Lehnbuch des Fürstbischofs Florenz von Wevelinghoven hatte im Jahre 1379 ein Adolf von Rede den Herrensitz als bischöfliches Lehen inne, vermutlich der zweite Sohn des Werner. 1324 wurde die erste Burg während einer Fehde von bischöflichen Truppen zerstört, nachdem sich der damalige Burgherr Werner von Rhede gegen den Münsteraner Bischof Ludwig II. von Hessen auf die Seite der Grafen von Geldern gestellt hatte. 
1344 wird ein Knappe Bitter von Rhede erwähnt; sein Enkel erbte durch Heirat Güter in der niederländischen Overijsselgegend. Die Familie zog dorthin und nannte sich van Reede. Sie besaß unter anderem Saasveld, ab 1557 bis in die zweite Hälfte des 19. Jahrhunderts das Schloss Amerongen, von 1634 bis 1671 das Schloss Drakensteyn, ab 1688 das Gut Oudshoorn in Alphen aan den Rijn sowie das Kasteel Nederhorst bei Wijdemeren. Der Staatsmann Godart van Reede vertrat die Republik der Vereinigten Niederlande bei den Verhandlungen zum Westfälischen Frieden. Sein Enkel Godert, der im Dienst des englischen Königs Wilhelm von Oranien bedeutende Siege gegen die Jakobiten errungen hatte, wurde 1692 zur Erinnerung an die Schlacht bei Athlone (1691) zum erblichen Earl of Athlone und Baron Aghrim erhoben. Einer seiner Nachfahren, der 5. Earl, wurde 1790 auch zum Reichsgrafen von Reede erhoben. Die irischen und deutschen Titel erloschen 1844 beim Tod des 9. Earl. Ab 1822 erhielten andere Zweige der Familie den niederländischen Barons- und den Grafentitel. Der Zweig Van Reede van Oudtshoorn besteht bis heute.

### Familie von Rhemen
Im letzten Viertel des 14. Jahrhunderts, wohl um 1370, hat ein Wechsel der Besitzer von Rhede stattgefunden, denn es erscheinen von nun an die Herren von Rhemen als Nachfolger der Herren von Rede. Die 1324 zerstörte ältere Burg wurde zwar wieder aufgebaut, jedoch machte sich Everhard von Rhemen die Stadt Bocholt zum Feind und so zerstörten 1388 Bocholter Truppen den Burgsitz mit Ausnahme des Bergfrieds ein weiteres Mal. Eine weitere Zerstörung in den Jahren nach 1392 erscheint möglich. 1426 erbauten die Herren von Rhemen dann das heute noch stehende Schloss gegenüber dem alten am anderen Ufer des Rheder Baches; die alte Burg gehörte weiterhin zum Besitz, ist jedoch heute aufgrund späterer Umbauten und Überbauungen nicht mehr erkennbar.
1426 gab der Bischof von Münster den Herren von Rhemen die Erlaubnis, das Haus „mit Bergfried und Beihaus“ an seinem jetzigen Standort neu zu errichten. Ein Nachfahr Everhards, Lubbert von Rhemen, ließ 1546 den Bergfried niederreißen und an jener Stelle gemeinsam mit seiner Frau Hillegunde von Diepenbrock zu Kortenhorn ein zweiflügeliges Herrenhaus, umgeben von einer doppelten Gräfte, im Stil der Renaissance erbauen. Nachdem die männliche Linie des Hauses Rhemen 1695 ausgestorben war, wechselte das Schloss Rhede mehrfach den Besitzer. 1843 verkaufte Graf Alexander von Wartensleben das Anwesen mit den Gütern Borg und Dorfbröcking für 65.000 Taler an Laurenz Friedrich Lancelle, einen Notar aus Emmerich. Er ließ den alten Südwestflügel niederlegen und auf alten Fundamenten einen neuen errichten.

### Familie zu Salm-Salm
1860 erwarb Fürst Alfred Konstantin zu Salm-Salm, Herr auf Schloss Anholt, das Anwesen als Witwensitz für die Witwe seines Bruders Emil Prinz zu Salm-Salm (1820–1858), Agnes von Ising (1822–1887). Nikolaus Leopold Heinrich zu Salm-Salm (1906–1988) wählte Haus Rhede später als Wohnsitz, nachdem die Wasserburg Anholt in Isselburg während des Zweiten Weltkriegs durch Bombentreffer zu 75 % beschädigt und unbewohnbar geworden war. Das Haus Rhede gehört bis heute der Familie Salm-Salm und wird derzeit von Emanuel Fürst zu Salm-Salm bewohnt.
1980 wurde das Gebäude mitsamt dem direkt angrenzenden Park restauriert. Dabei wurde der ehemalige Putz entfernt, damit die darunter liegenden Backsteine wieder zur Geltung kommen konnten. 2002–2006 wurden das Anwesen samt Nebengebäuden, die Ufer der Gräften sowie der Park kernsaniert.